# Penium costatum
Penium costatum là một loài Song tinh tảo trong họ Desmidiaceae, thuộc chi Penium.